# یواخیم آیلرس
یواخیم آیلرس (انگلیسی: Joachim Eilers؛ زادهٔ ۲ آوریل ۱۹۹۰) دوچرخه‌سوار اهل آلمان است.
وی در مسابقات کشوری و بین‌المللی در مجموع برندهٔ ۴ مدال طلا، ۶ مدال نقره، ۳ مدال برنز شده‌است.